# Nachtwacht 3D

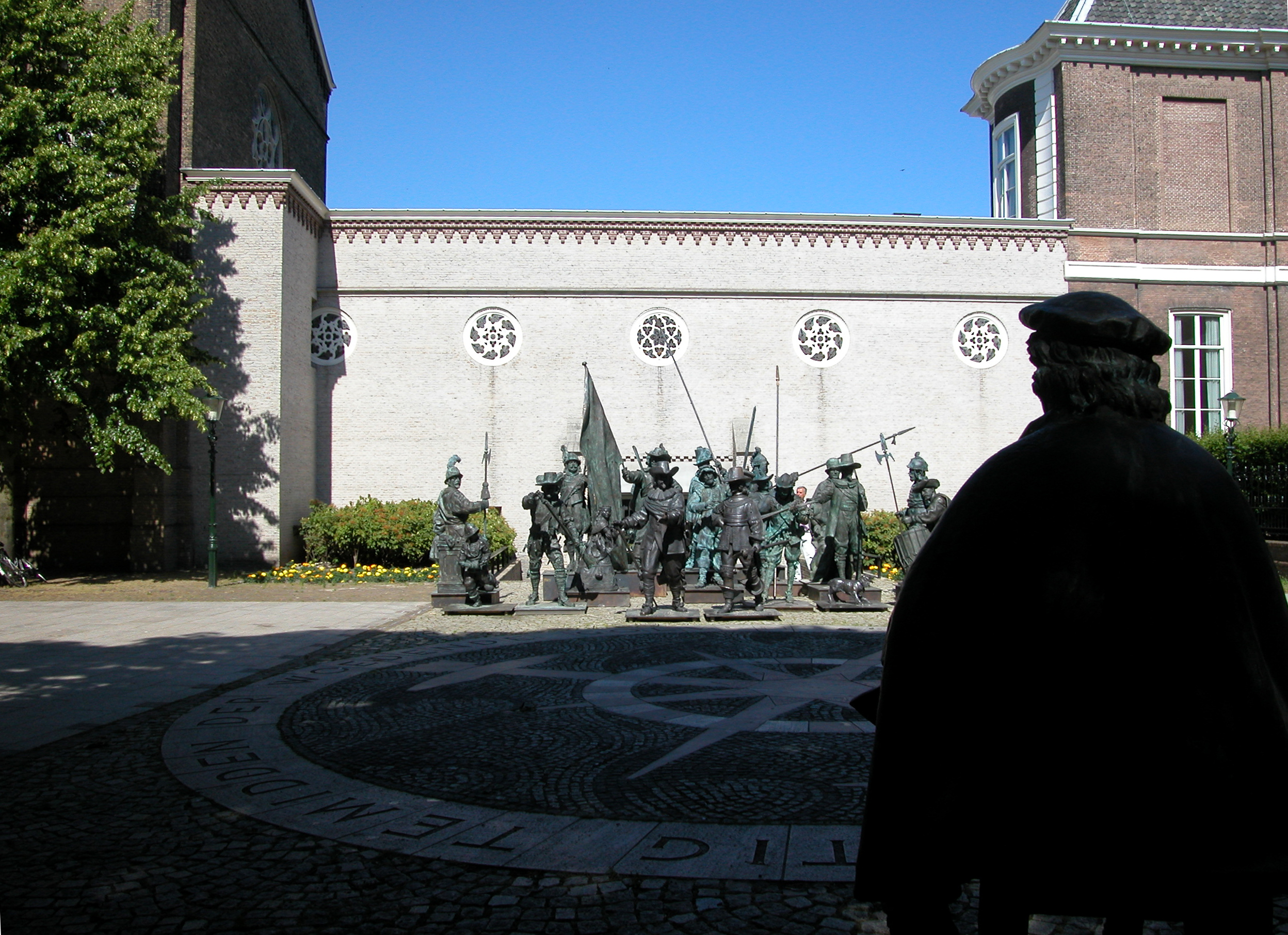
Opstelling bij Paleis Noordeinde te Den Haag in 2005

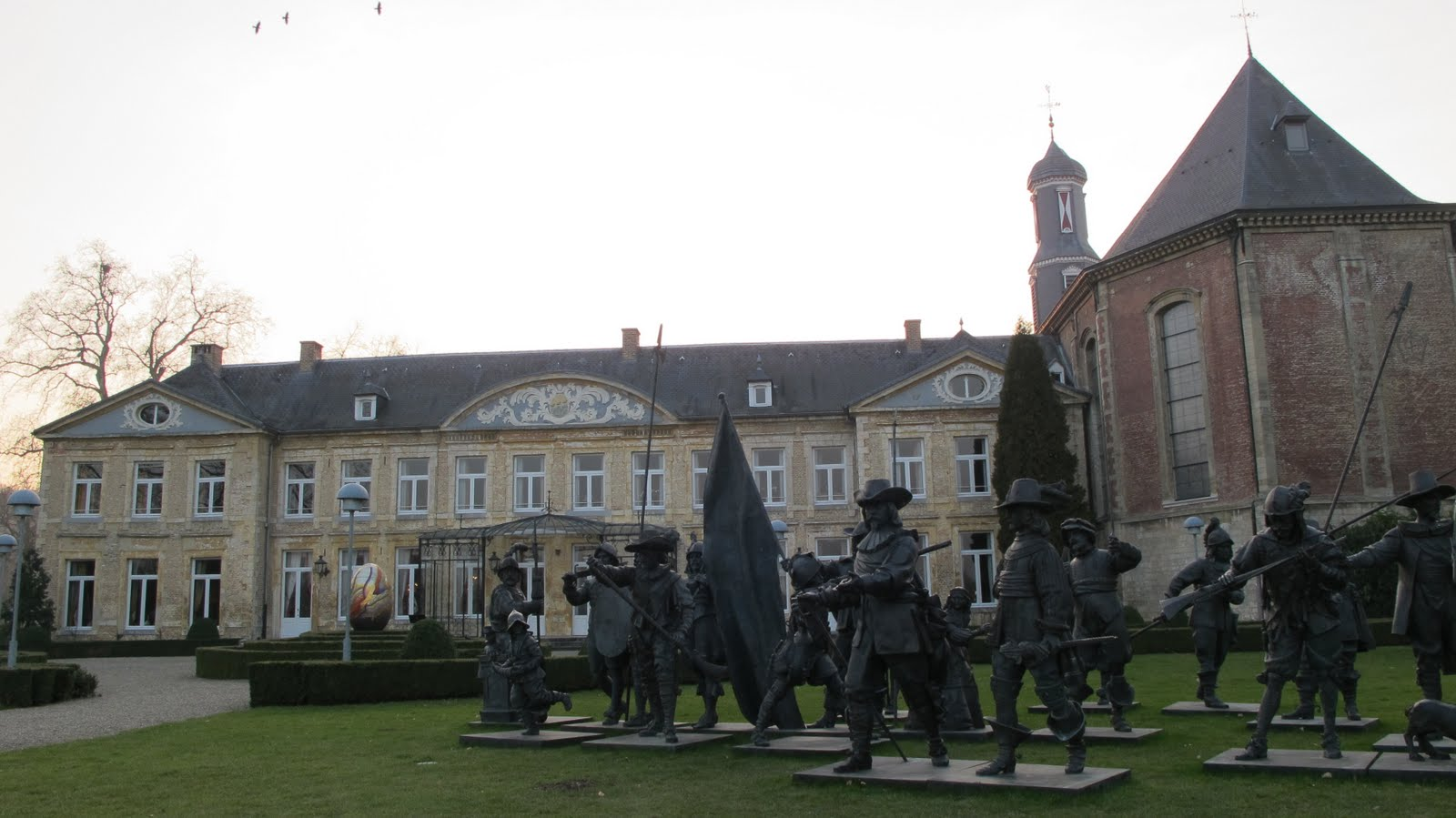
Opstelling bij kasteel St. Gerlach in 2011

De Nachtwacht 3D (ook De Nachtwacht in drie dimensies) is een beeldengroep die van 2006 tot 11 februari 2020 stond opgesteld op het Rembrandtplein in Amsterdam voor het Rembrandtmonument.
De bronzen beeldengroep is ontworpen door de Russische beeldhouwers Mikhail Dronov en Alexander Taratynov en beeldt de tweeëntwintig personages van het schilderij De Nachtwacht uit. De beelden staan op bronzen platen en zijn verplaatsbaar.
De beelden zijn ontworpen voor het Rembrandtjaar. De beeldengroep stond eerder opgesteld in kasteel St. Gerlach in Limburg en werd in het kader van het 25-jarige werkjubileum van koningin Beatrix in 2005 op initiatief van Haagse ondernemers geplaatst bij Paleis Noordeinde in Den Haag. In 2006 werd de beeldengroep op initiatief van Amsterdamse ondernemers in het kader van het Rembrandtjaar verplaatst naar het Rembrandtplein. In 2011 werd de beeldengroep weer opgesteld in kasteel St. Gerlach. en in 2012 in Bad Nieuwenschans in Groningen. Eind 2012 keerden de beelden weer terug op het Rembrandtplein. De beeldengroep is in trek bij toeristen die zich met de beelden portretteren.
In februari 2020 werd ze definitief verwijderd als gevolg van een financieel geschil over de aanschaf of huur tussen de beeldhouwers en ondernemersvereniging.